# Linia N metra w Nowym Jorku

Mapa linii

Linia N – linia metra nowojorskiego. Jest oznaczona kolorem żółtym na znakach stacji, znakach trasy oraz na oficjalnych mapach metra. Na swym przebiegu przez Manhattan nosi nazwę BMT Broadway Line. 
Linia N kursuje przez cały czas z Astoria – Ditmars Boulevard w Queens do Coney Island – Stillwell Avenue; na Brooklynie przez Astorię, Broadway i południową stronę Manhattan Bridge i do Brooklynu. W Brooklynie linia N biegnie poprzez BMT Fourth Avenue Line i BMT Sea Beach Line.